# Alje Schut
Alje Schut (* 18. Februar 1981 in Utrecht) ist ein niederländischer Fußballspieler. Seit Sommer 2012 steht der Innenverteidiger im Profikader des südafrikanischen Mamelodi Sundowns FC.

## Karriere

### Verein

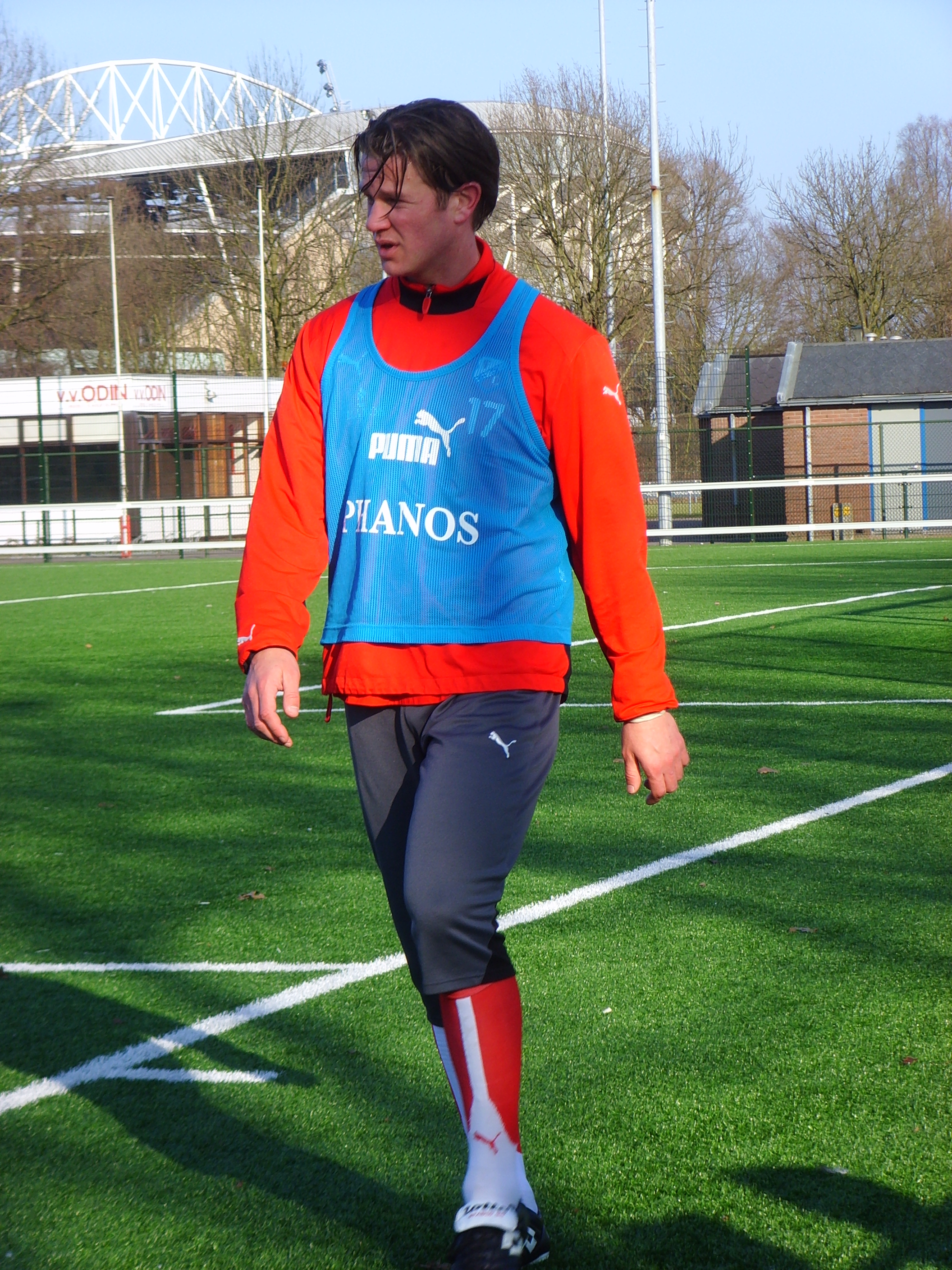
Schut beim Training des FCU (2009).

Schut gehört seit der Spielzeit 1999/00 zum Profikader des FC Utrecht. Zuvor spielte er bereits in der Jugendabteilung von Feyenoord Rotterdam. Nach seinem Wechsel zum FCU gab er am 3. Oktober 1999 sein Debüt in der niederländischen Eredivisie. Bei der 1:2-Niederlage gegen Roda JC Kerkrade wurde der Verteidiger in der 83. min für Pascal Bosschaart eingewechselt. Bis zum Saisonende kam er auf drei weitere Ligaeinsätze. In den beiden Folgejahren kam er zwar zu mehr Praxis, war aber stets Wechselspieler, konnte aber auch sein erstes Pflichtspieltor für Utrecht erzielen. Zur Spielzeit 2002/03 wurde er schließlich Stammspieler. Es blieb die bisher einzige Saison in der Schut über dreißig Eredivisie-Spiele absolvierte. Bereits im Jahr darauf verlor er seinen Platz unter den ersten Elf wieder und fand sich auf der Ersatzbank wieder. Ganz bitter war dann die Saison 2005/06, in der er nicht eine Begegnung bestritt. 2003 und 2004 feierte er seine bisher drei einzigen nationalen Erfolge. Nachdem man 2003 Feyenoord Rotterdam im Finale um den KNVB-Pokal bezwingen konnte, wiederholte die Mannschaft 2004 den Erfolg und besiegte Twente Enschede mit 1:0. Noch vor Saisonbeginn 2004/05 gewann der FC Utrecht erstmals, neben den drei großen Teams (Feyenoord Rotterdam, Ajax Amsterdam, PSV Eindhoven), den Johan-Cruyff-Schaal.
Nach 13 Jahren beim FCU setzte der 31-Jährige zur Saison 2012/13 seine Karriere im Ausland fort. Er wechselte zum südafrikanischen Erstligisten Mamelodi Sundowns, die von Schuts Landsmann Johan Neeskens trainiert werden.

### Nationalmannschaft
Schut war Juniorennationalspieler der Niederlande. Mit der U-21 der Oranje nahm er bei einem Spiel gegen Deutschland im November 2002 teil. Dabei nahm er in zwei von drei Vorrundenpartien teil. Nach einer Niederlage, einem Unentschieden und einem Sieg schied die Mannschaft in der Gruppenphase aus.

## Erfolge
- KNVB-Pokal mit FC Utrecht: 2003, 2004
- Johan-Cruyff-Schaal mit FC Utrecht: 2004